# انگشت میانی
انگشت میان یا انگشت سوم نام انگشت میانی دست است که در انسان شامل یک انگشت در هر دست می‌شود (در مجموع 2 انگشت). این انگشت بلندترین انگشت دست است.